# Edmund Bilicki
Edmund Jan Bilicki (ur. 11 marca 1928 w Łobżenicy, zm. 30 lipca 2020 w Szczecinie) – polski elektryk, polityk, senator I kadencji.

## Życiorys
Syn Jana i Franciszki. Ukończył w 1954 studia na Wydziale Elektrycznym Wyższej Szkoły Inżynierskiej w Szczecinie.
Zawodowo pracował od 1942 w warsztatach mechanicznych, a od 1946 w biurach projektowych i inżynierskich w Szczecinie. Zaangażował się w działalność Klubu Inteligencji Katolickiej, objął w 1957 funkcję jego wiceprezesa w mieście, jednak organizacja ta została wkrótce rozwiązana. Od 1978 współpracował z Ruchem Obrony Praw Człowieka i Obywatela. W 1980 przystąpił do „Solidarności”, był przewodniczącym komitetu założycielskiego i komisji zakładowej w „Elektroprojekcie”. Współtworzył wówczas Szczeciński Klub Katolików, był jego prezesem i następnie w okresie 1991–2003 wiceprezesem. Po wprowadzeniu stanu wojennego działał w Biskupim Komitecie Charytatywnym, wspierającym represjonowanych i ich rodziny.
Od 1989 do 1991 z ramienia Komitetu Obywatelskiego zasiadał w Senacie I kadencji, reprezentując województwo szczecińskie. Zasiadał w Komisji Kultury, Środków Przekazu, Nauki i Edukacji Narodowej, Komisji Ochrony Środowiska oraz Komisji Spraw Emigracji i Polaków za Granicą. W 1991 bez powodzenia kandydował do parlamentu z listy Wyborczej Akcji Katolickiej. W tym samym roku przeszedł na emeryturę.
Należał do organizatorów Zjednoczenia Chrześcijańsko-Narodowego i Akcji Katolickiej w Szczecinie. Od 1998 do 2002 był radnym rady miejskiej III kadencji z listy Akcji Wyborczej Solidarność. Bez powodzenia ubiegał się o reelekcję z listy komitetu Razem Polsce.
Zmarł 30 lipca 2020, pochowany na cmentarzu Centralnym w Szczecinie.

## Odznaczenia
W 2018 prezydent RP Andrzej Duda odznaczył go Krzyżem Kawalerskim Orderu Odrodzenia Polski. W 2020 prezydent RP nadał mu pośmiertnie Krzyż Oficerski tego orderu.
W 2014 otrzymał Krzyż Wolności i Solidarności. Wyróżniony też Medalem Stulecia Odzyskanej Niepodległości.